# Homichloda fulva
Homichloda fulva es una especie de insecto coleóptero de la familia Chrysomelidae. Fue descrita en 1997 por Cox.